# Tunnel Gudvanga
Il tunnel Gudvanga (Gudvangatunnelen in norvegese) collega il villaggio di Gudvangen (comune di Aurland, contea di Vestland) alla testa del fiordo di Nærøyfjord nella valle di Undredalen, e fa parte della Strada europea E16.
Con i suoi 11.428 m di lunghezza è la terza galleria stradale per lunghezza in Norvegia. È stata aperta al traffico il 17 dicembre 1991.
500 m dopo il portale est inizia un'altra galleria, il tunnel Flenja, della lunghezza di 5.053 m, e 1 km dopo questo un altro ancora, il tunnel Fretheim, di 1.363 m. 7 km più a est si trova il tunnel di Lærdal, di 24,5 km, oltre ad un'altra galleria di 700 m poco prima. Ciò significa che su un tratto di 51,5 km della strada europea E16 sono presenti 43,0 km di gallerie.